# Sint-Laurentiuskerk (Tönning)
De Sint-Laurentiuskerk (Duits: St.-Laurentius-Kirche) is een lutherse kerk in de Duitse plaats Tönning op het schiereiland Eiderstedt, dat behoort tot de Kreis Noord-Friesland (deelstaat Sleeswijk-Holstein). De opvallende barokke toren is met een hoogte van 62 meter de op een na hoogste kerktoren in Zuid-Sleeswijk.

## Geschiedenis

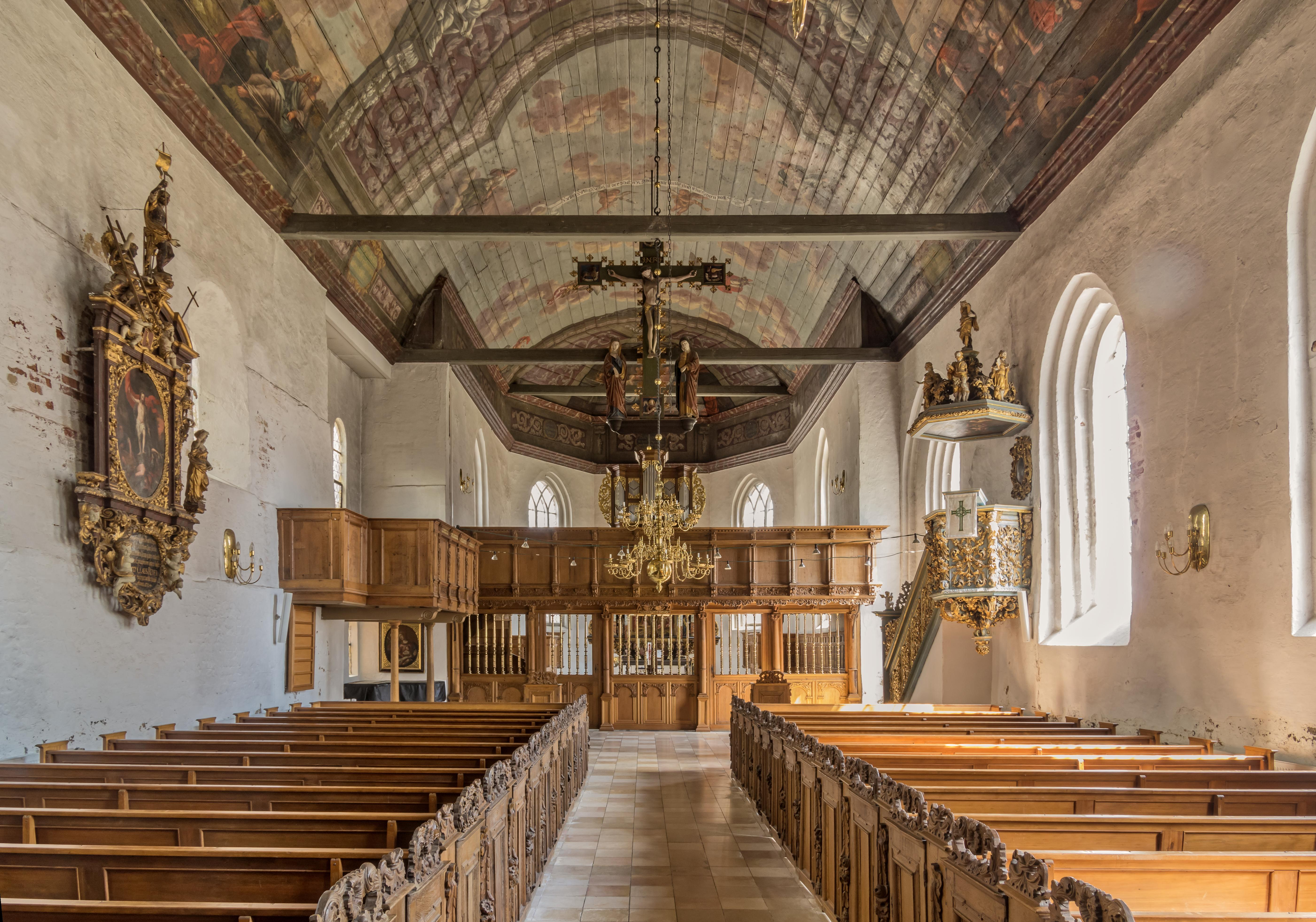
Overzicht richting koor

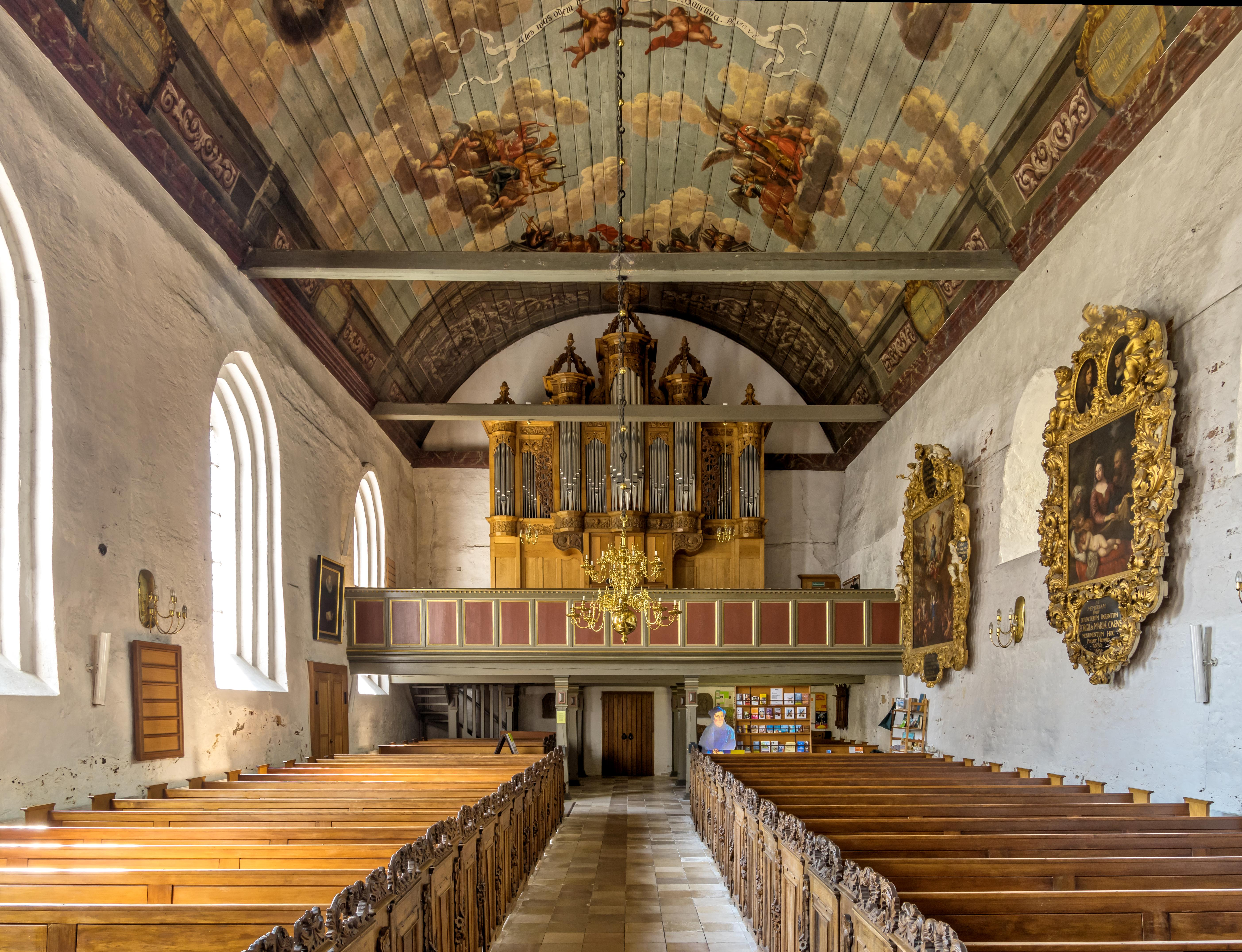
Overzicht richting orgel

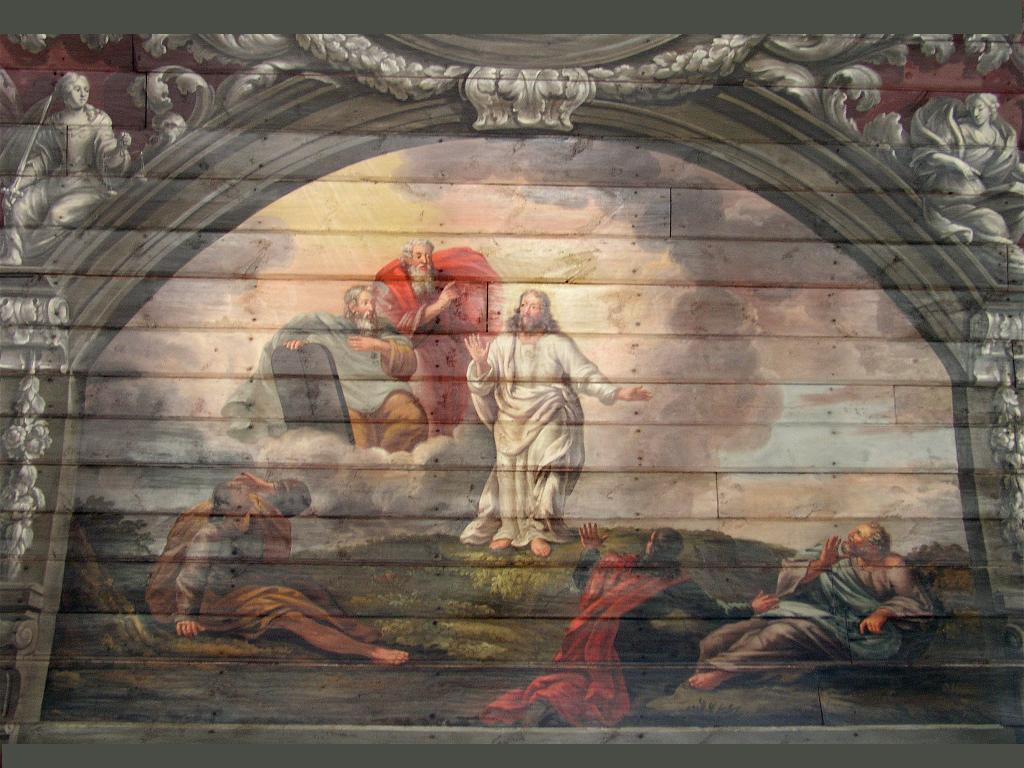
Deel van de beschildering aan het tongewelf

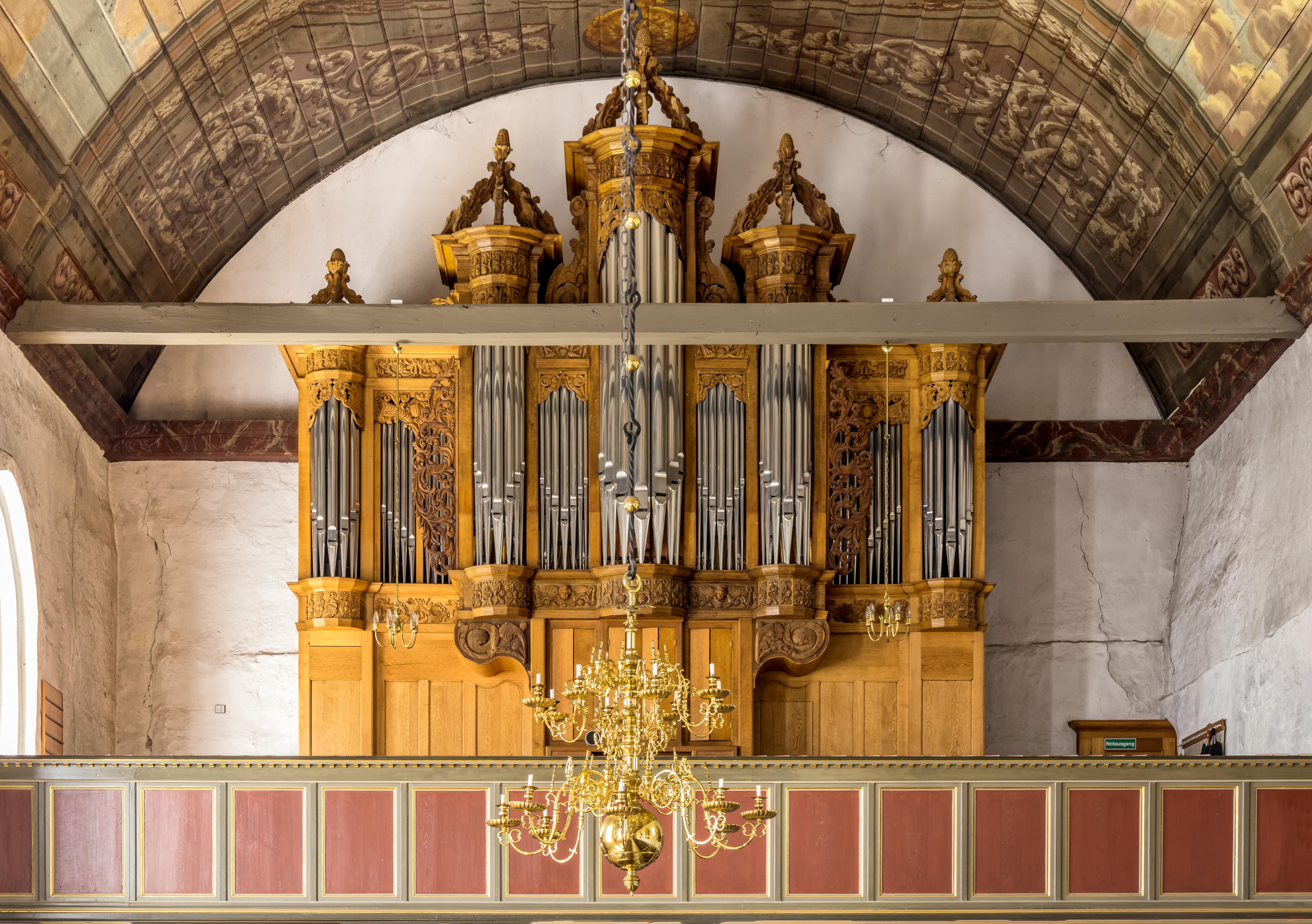
Hoofdorgel

Al omstreeks 1186 werd er op de plaats van de huidige kerk een godshuis gebouwd, dat in latere jaren voortdurend werd verbouwd en vergroot. Van de oorspronkelijk romaanse kerk resteert alleen de noordelijke muur met de kleine rondbogige bewaard. De zuidelijke muur werd later met de grote gotische vensters vernieuwd, waarschijnlijk in de 15e eeuw nadat bewoners uit de regio Dithmarschen Tönning verwoestten.
In 1527 werd de reformatie in Tönning ingevoerd. Het eerste orgel volgde in 1593. Rond 1633 werd het koor verlengd. Alhoewel de barok reeds zijn intrede had gedaan, werd het koor nog in gotische stijl gebouwd. Door beschietingen tijdens de Grote Noordse Oorlog raakten in 1700 zowel de kerk als de toren beschadigd. Ook tegenwoordig zijn er nog enkele kanonskogels in het muurwerk te ontdekken. Tijdens het herstel van de kerk werd het kerkschip van een houten tongewelf met beschilderingen voorzien. Tot in het midden van de 20e eeuw vonden er weinig veranderingen aan het gebouw plaats.
Dankzij een erfenis van de in Tönning geboren Gert Cornils Davids werd er halverwege de 20e eeuw een omvangrijke renovatie uitgevoerd. De kerk kreeg een nieuw dak, een nieuwe vloer, nieuwe banken en verwarming. De noordelijke galerij werd verwijderd, in de altaarruimte werd in 1959 nieuwe vensters geplaatst en in 1964 volgden delen van de zuidelijke muur. In de jaren 1960 kreeg de toren de oorspronkelijke koperbedekking terug en in de jaren 1966 en 1967 vervingen nieuwe kloostermoppen het beschadigde muurwerk in de kerktoren.

## Toren
De toren van baksteen rust op een fundament van veldstenen uit de stichtingstijd. Toen het leger van de Deense koning in april/mei 1700 de vesting Tönning belegerde en beschoot, stortte de spits van de toren in het kerkschip. Deze gebeurtenis werd aanleiding tot een omvangrijke vernieuwing van zowel kerk als toren. Voor de vorm van de nieuwe bekroning oriënteerde Jacob Bläser zich op de Trinitatiskerk in Altona. De bouwwerkzaamheden duurden van 1703 tot 1706, de financiële middelen hiervoor werden onder andere door een loterij bijeengebracht. Aan de belegering herinneren tegenwoordig nog kanonskogels in de muren van de toren. De koperen bedekking van de toren werden in 1944 voor oorlogsdoeleinden gestript en vervangen door zinkplaten. In de jaren 1960 werden delen van het muurwerk van de toren vernieuwd en kreeg de toren weer als vanouds een koperen bedekking.

## Inrichting
De kerk bezit een rijk, grotendeels uit de 16e en 17e eeuw stammend interieur.
- Het doksaal uit 1635 is boven tot een galerij uitgebouwd, die men via een wenteltrap kan bereiken. De eikenhouten wand die het schip scheidt van het priesterkoor wordt door 33 messing zuilen doorbroken die steeds de naam van de schenker dragen. Zeer zeldzaam in Sleeswijk-Holstein is de combinatie van een doksaal met een orgel. Het werd in 1739 op het doksaal gebouwd omdat het hoofdorgel zich destijds in slechte toestand bevond. Boven het doksaal hangt een laatgotisch triomfkruis uit circa 1500. Het toont een realistische afgebeelde Christus met naast Hem Johannes en Maria. Aan de uiteinden van het kruis bevinden zich in rechthoekige kaders de symbolen van de evangelisten.
- In het met marmer belegde koor bevindt zich een acht meter hoog altaar, waarvan het hoofdmotief de kruisiging van Jezus vormt. De grondvorm van het altaar dateert van 1634, echter na de beschadigingen van de kerk in 1700 werd het altaar van nieuw houtsnijwerk voorzien. Onder het hoofdschilderij bevindt zich een schilderij van het Laatste Avondmaal, erboven een van de verrijzenis van Christus.
- Eveneens in het koor staat het doopvont dat dankzij een gift van de schoenmaker Broder Peters kon worden gemaakt. Het doopvont bezit zes reliëfs, waarvan één het schoeisel en het gereedschap van de schoenmaker toont; de overige vijf tonen de klassieke motieven van veel doopvonten: de geboorte, de besnijdenis en de doop van Christus, een scène van "Laat de kinderen tot Mij komen" en het gesprek tussen Jezus en Nicodemus. De deksel van het doopvont dateert uit 1704 en toont zes musicerende engelen tussen rankachtig houtsnijwerk met aan de top Johannes de Doper en een duif, het symbool van de Heilige Geest.
- De preekstoel dateert uit 1703 en werd waarschijnlijk door Hinrich Röhlke uit Hamburg gebouwd in de barokke stijl. De gift van Jacob en Jürgen Ovens en Jürgen Möller kenmerkt zich door weelderig houtsnijwerk en vergulde ornamenten. Aan de onderkant van het klankbord bevindt zich een schilderij van de nederdaling van de Heilige Geest. De bekroning van het klankbord wordt gevormd door de beelden van Mozes omgeven door de vier evangelisten.
- Het grote barokke orgel uit 1681 werd in 1978 met behoud van de oude orgelkas vernieuwd.
- De beschildering van het houten tongewelf werd door Barthold Conrath uit Hamburg in het jaar 1704 aangebracht. Het werd in 1961 omvangrijk gerestaureerd en behoort tot de belangrijkste barokbeschilderingen van Sleeswijk-Holstein.
- De wangen van de kerkbanken stammen uit het begin van de 18e eeuw. Enkele tussendelen zijn nog van een ouder kerkgestoelte en dateren uit de 17e eeuw.
- In de kerk hangen meerdere rijk versierde epitafen.

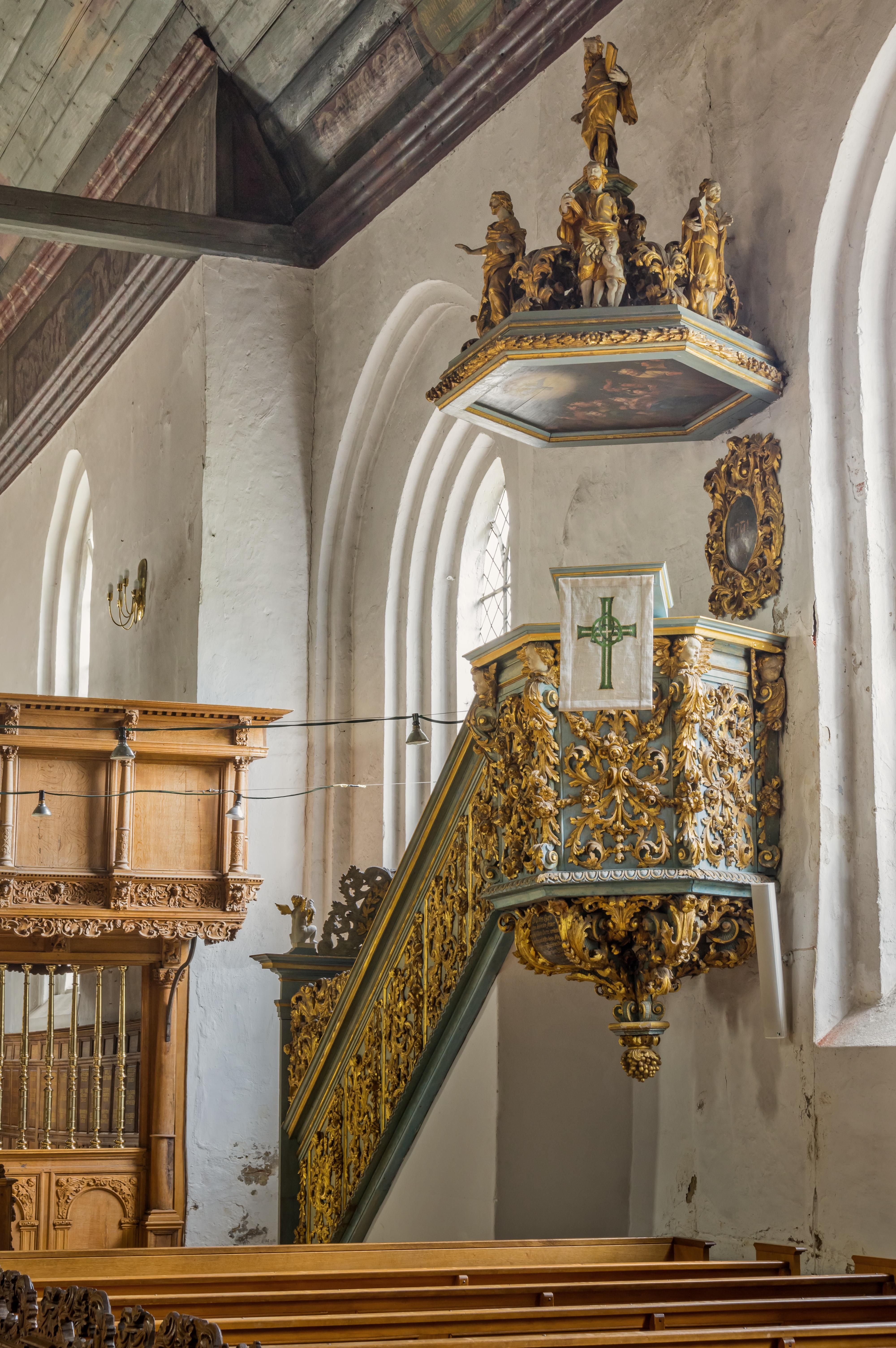
Kansel
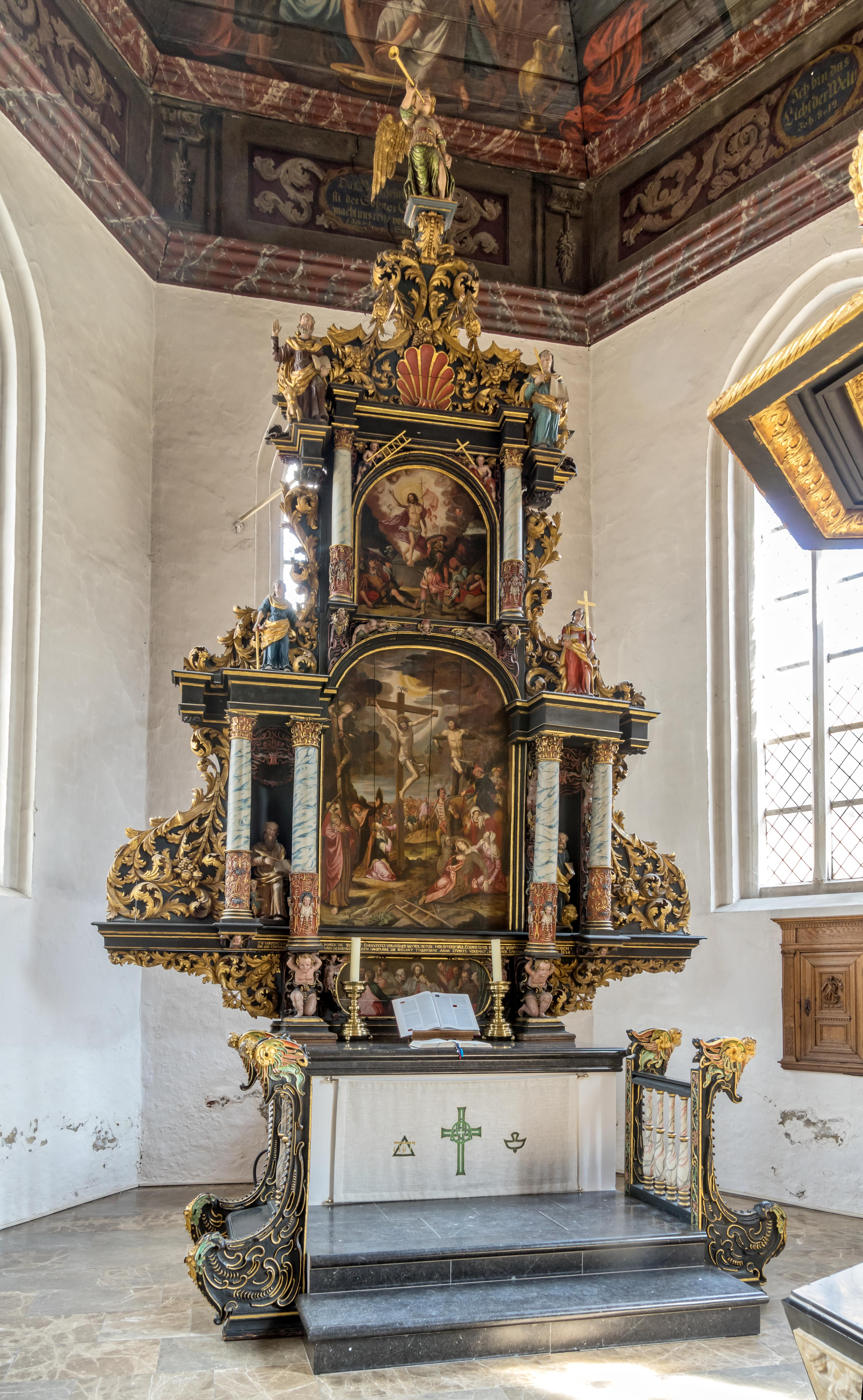
Altaar
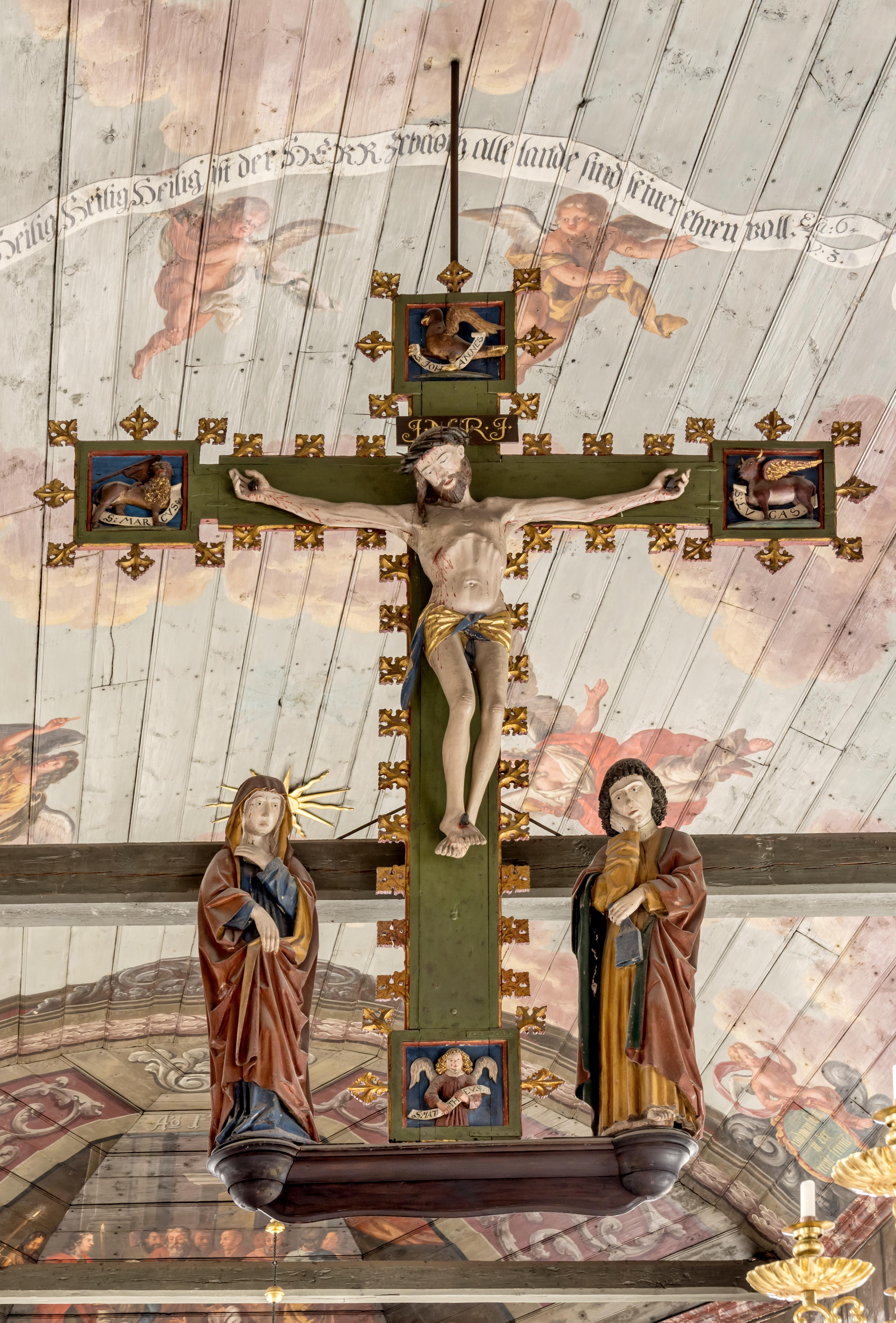
Triomfkruis
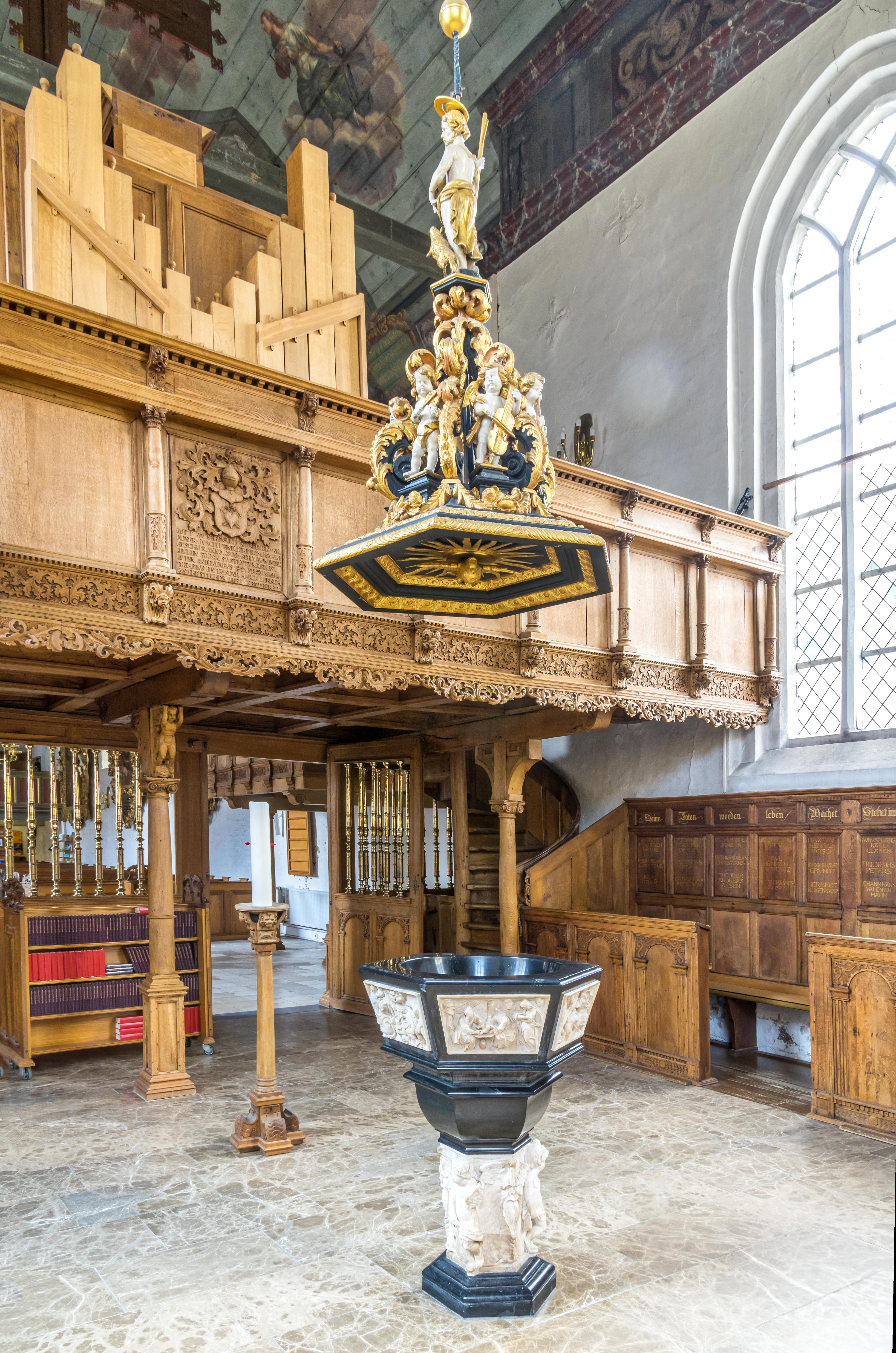
Doopvont en achterzijde doksaal
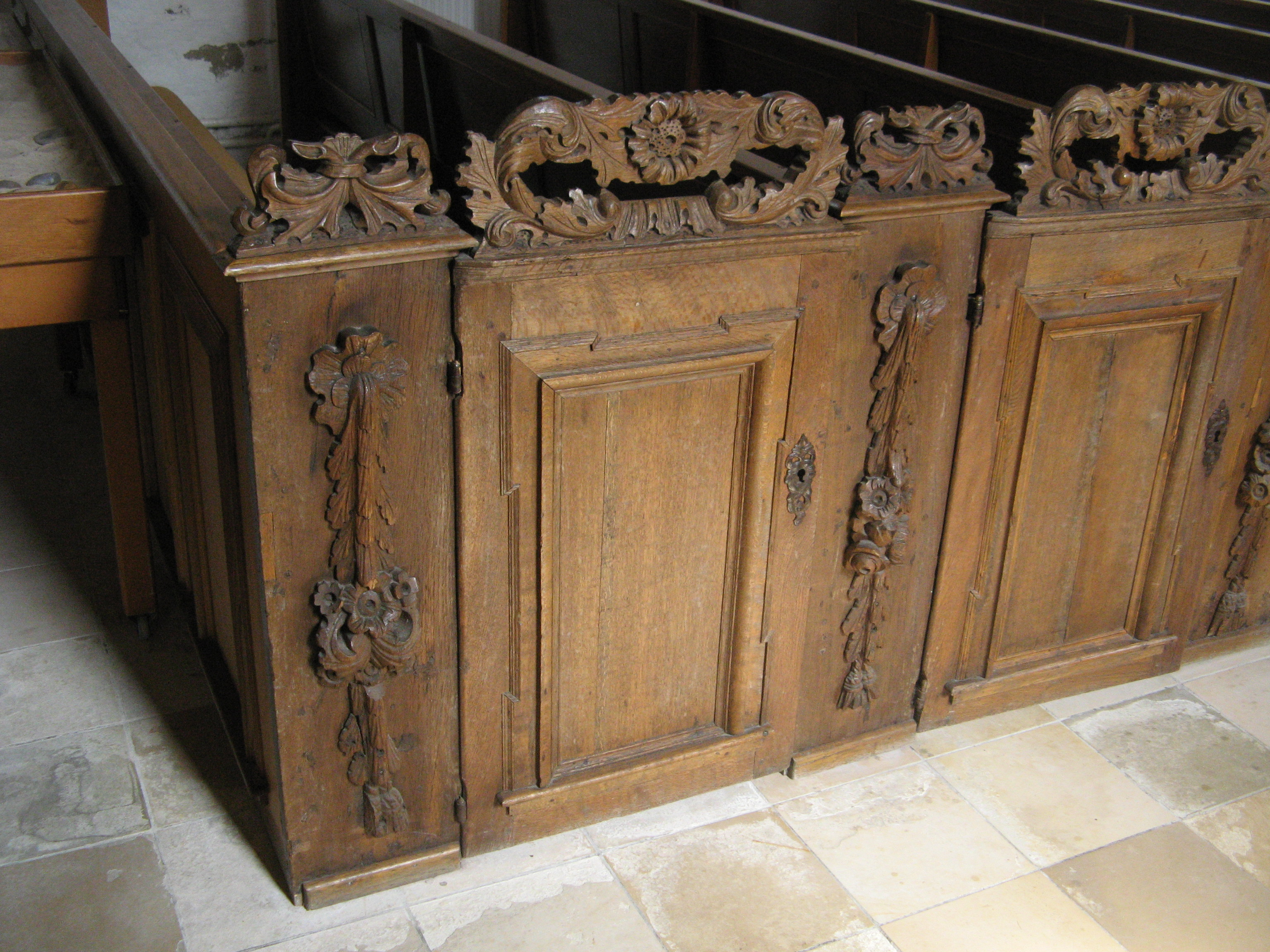
Oude bankwangen
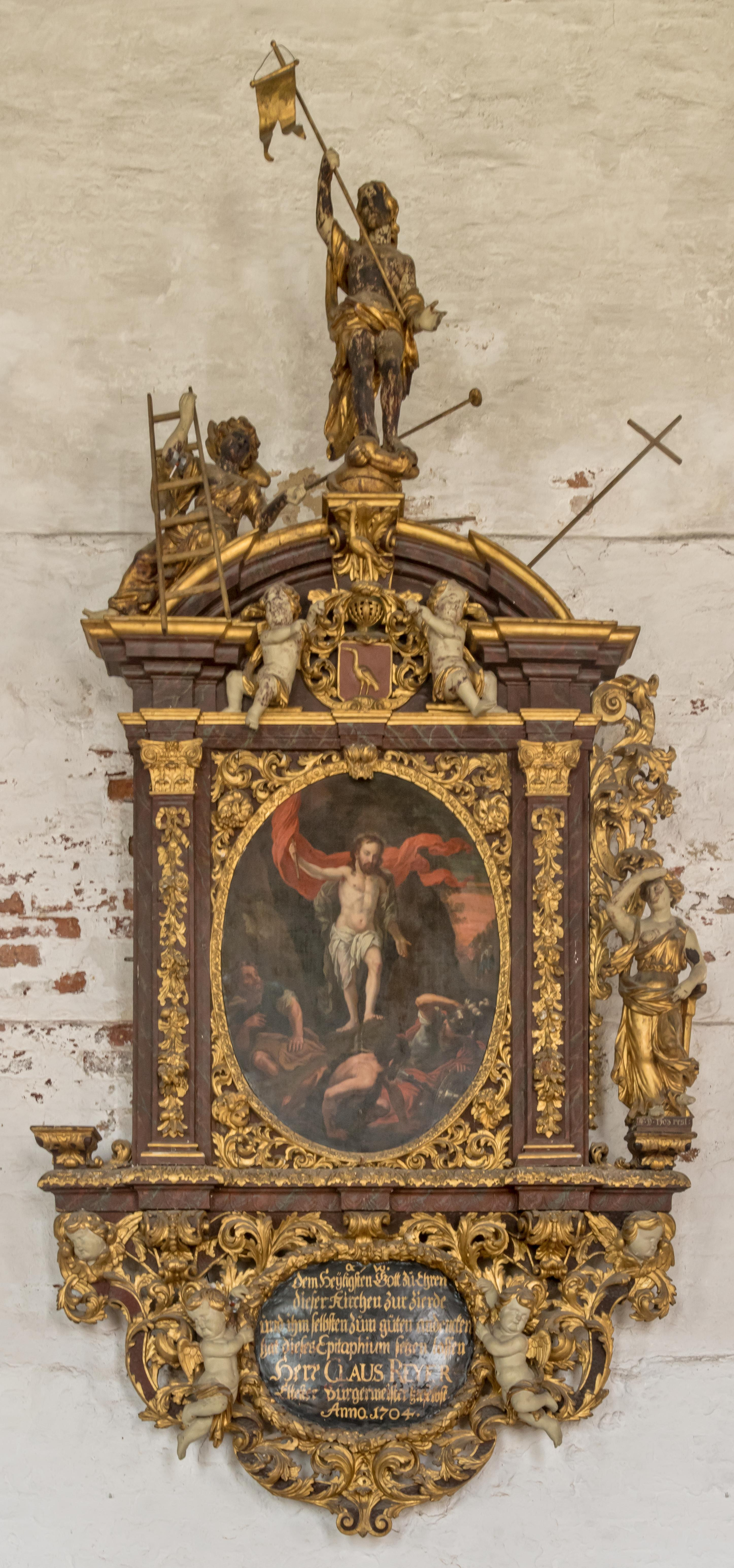
Rijk versierd epitaaf